# 詩話
诗话是中國古代對詩文的文学批评。
许顗在《彦周诗话》稱：“诗话者，辨句法、备古今、纪盛德、录异事、正讹误也。”章学诚《文史通义·诗话》：“诗话之源，本於钟嵘《诗品》。”中國的第一部詩話作品是欧阳修的《六一诗话》，欧阳修在序中说：“居士退居汝阴，而集以资闲谈也。”欧阳修《六一诗话》之后司馬光作《温公续诗话》。宋朝人喜著詩話，郭绍虞《宋诗话考》統計现存完整的宋人诗话有42种，加上散佚者合计138种。其中以张戒的《岁寒堂诗话》、姜夔的《白石道人诗说》、严羽的《沧浪诗话》成就較高，產生了理论批评性质。特別是《沧浪诗话》中提出学诗的三境：“其初不识好恶，连篇累牍，肆笔而成；既识羞愧，始生畏缩，成之极难；及至透彻，则七纵八横，信手拈来，头头是道也。”袁枚對宋朝詩話持否定態度：“我读宋诗话，呕吐盈中肠。”
詩話作品盛極於明清朝，李东阳的《怀麓堂诗话》、谢榛的《四溟诗话》、王世贞的《艺苑卮言》、王世懋的《艺圃撷余》都是質量頗高的作品。赵翼的《瓯北诗话》、潘德舆的《养一斋诗话》等，也具有一定的理论价值。潘德舆又云：“诗有三境，学诗亦有三境。先取清通，次宜警炼，终尚自然，诗之三境也。”又如何文焕编印《历代诗话》、《历代诗话续编》、《清诗话》，在理论批评方面取得很高的成就。张伯伟指出，元好问的《中州集》、方回的《瀛奎律髓》、钱谦益的《列朝诗集》等書的“这些小传兼诗评的文字辑出单行，即成诗话”，他同時也認為朱彝尊的《静志居诗话》、王昶的《蒲褐山房诗话》“这一类诗话，溯其源流，便是从选本中分化而出”。词话、曲话等形式也在诗话的影响下发展起来，特点为韵文与散文并用，《大唐三藏取经诗话》也被視為詩話作品。
王国维的《人间词话》算是現代詩話的一種，偶雜以西方文學理論，最明顯是受叔本华哲学的影響，认为艺术的目的就是“在描写人生之苦痛与其解脱之道”。《人间词话》引喻的三種境界，第一境出自晏殊的〈蝶戀花〉，第二境引自柳永的〈鳳棲梧〉，第三境出自辛棄疾的〈青玉案〉。夏志清認為錢鍾書的“《谈艺录》是中国诗话里集大成的一部巨著，也是第一部广采西洋批评来译注中国诗学的创新之作。”。陆文虎认为《谈艺录》当是传统诗话的最后一种，所謂“《谈艺录》出而诗话亡”。

## 研究書目
- Stephen Owen（宇文所安）著，王柏華等譯：《中國文論：英譯與評論》（上海：上海社會科學院出版社，2003）。